# はっきりもっと勇敢になって
「はっきりもっと勇敢になって」（はっきりもっとゆうかんになって）は、岡村靖幸の25枚目のシングル。2007年9月5日にユニバーサルシグマ/Def Jam Japanより発売。

## 概要
岡村の不祥事による活動休止期間を経て、前作「ミラクルジャンプ」から3年2ヶ月振りに発売。

## タイアップ
「はっきりもっと勇敢になって」は、ドラマ「モテキ」の挿入歌として使用された。

## 収録曲
全作詞・作曲・編曲：岡村靖幸
1. はっきりもっと勇敢になって（5：22）
2. 嵐の気分 (着替えをもって全裸のままで)（4：56）
  - 元々はアルバム『Me-imi』への収録候補曲の1つであった。
  - 「はっきりもっと勇敢になって」とともに、アルバム『Me-imi 〜Premium Edition〜』に収録された。
3. N✩baby（1：40）
  - 2004年のライブツアー「Me-imi TOUR」最終公演（2004年10月16日 東京ベイNKホール）での音源。アルバム未収録。
4. 黒のオベーション（2：16）
  - 2004年のライブツアー「Me-imi TOUR」最終公演（2004年10月16日 東京ベイNKホール）での音源。アルバム未収録。